# Fleurs sur une cheminée au Cannet
Fleurs sur une cheminée au Cannet est un tableau réalisé par le peintre français Pierre Bonnard en 1927. Cette huile sur toile est une nature morte exécutée avec une palette à dominante jaune. Elle représente un vase d'anémones posé sur la cheminée d'un intérieur au Cannet, dans les Alpes-Maritimes, la composition comprenant en outre le profil gauche d'une figure masculine debout sur le bord droit de l'image. Léguée par le couple Léon Bouchut en 1974, l'œuvre est conservée au musée des Beaux-Arts de Lyon, à Lyon.